# Milo (película de 1998)
Milo es una película estadounidense de terror de 1998, dirigida por Pascal Franchot, escrita por Craig Mitchell, musicalizada por Kevin Manthei, en la fotografía estuvo Yuri Neyman y los protagonistas son Jennifer Jostyn, Antonio Fargas y Paula Cale, entre otros. El filme fue realizado por Treehouse Films (I), Filmwave Pictures, IMEC y MOF Productions III, se estrenó el 6 de octubre de 1998.

## Sinopsis
Claire y otras 4 preadolescentes presencian el homicidio de una de ellas en manos de Milo, un chico con un impermeable amarillo. El asesino supuestamente se ahoga. 16 años más tarde, Claire se reúne con las demás y vuelve a ver al criminal en todos lados. Cree que está vivo.